# باووروو
باووروو (به چکی: Bavorov) یک منطقهٔ مسکونی و شهرستان دارای شهرک سابقاً روستا در جمهوری چک است که در ناحیه ستراکونیتسه واقع شده‌است. باووروو ۱٬۴۴۰ نفر جمعیت دارد.